# Békésy Károly
Békésy Károly (Kolozsvár, 1850. február 14. – Kolozsvár, 1938. december 5./december 10.) újságíró, közgazdasági író, egyetemi tanár. Unokaöccse, Békésy György (1899–1972) fizikus volt.

## Életpályája
Szülei Békésy József (1822–1898) és Szabó Julianna (1833–1897) voltak. A katolikus, majd a református gimnázium tanulója volt. Eleinte fényképészettel próbálkozott Kolozsváron. Édesapjával Marosújvárra költözött, ahol fényképészeti stúdiót nyitottak. Itt próbálkozott először rajzzal és lírával, ugyanitt készítette első rézkarcait. Középiskolás éveiben Hegedüs Sándor házitanítványa Kolozsváron. A Pesti Királyi Tudományegyetem jogi fakultására 1870-ben jelentkezett. Két évet járt ki Pesten, de édesanyja ápolására hazaköltözött Kolozsvárra. Átiratkozott ugyan a kolozsvári jogi akadémiára, de tanulmányait rövidesen megszakította, mert kiskorú testvérei eltartásában kellett segítenie. Ezután újságírói pályára lépett. 1875–1881 között a kolozsvári Kelet című politikai napilap főszerkesztője, 1877-től tulajdonosa volt. 1876–1877 között Sport címmel szabadidő lapot jelentetett meg. 1882–1886 között kiadta és szerkesztette a Kolozsvári Közlönyt, és mint címzetes rendkívüli tanár tanított a kolozsvári egyetemen. Egyik alapítója, 1914-ig igazgatója volt az Erdélyrészi Iparfejlesztő Egyletnek.

## Művei
- Az erdővidéki barnaszénbánya (Kolozsvár, 1877)
- Kolozsvár közgazdasági múltja és jelene (Kolozsvár, 1889)
- A társadalmi forradalom (Kolozsvár, 1890)
- A természettudományi felfogás a politikában (Kolozsvár, 1893)
- A választási rendszerről (Kolozsvár, 1896)
- A szociológiáról (Kolozsvár, 1911)